# Squamatinia algharbica
Squamatinia algharbica – endemiczny gatunek rybika z rodziny Nicoletiidae, opisany naukowo w 2012 roku na podstawie okazów znalezionych w 2009 roku w jaskiniach południowej Portugalii. Jest podobny do przedstawicieli rodzajów Coletinia i Lepidospora. Okazy typowe zebrała portugalska biolog Ana Sofia Reboleira, która – wraz z entomologiem Luísem Mendesem – sporządziła naukowy opis taksonu. Epitet gatunkowy algharbica nawiązuje do miejsca odkrycia – krasowego masywu w północnej i środkowej części prowincji Algarve. 
Squamatinia algharbica żyje wyłącznie w jaskiniach. Nie ma oczu, a jego ciało jest bezbarwne, pozbawione pigmentów. Odwłok tego rybika osiąga 3 cm długości. Całkowita długość ciała, łącznie z czułkami i przydatkami na końcu odwłoka, dochodzi do 10 cm, co czyni ten gatunek największym podziemnym owadem Europy.